# Sua Altezza è innamorata
Sua Altezza è innamorata (Princess O'Rourke) è un film del 1943 diretto da Norman Krasna.

## Riconoscimenti
- Premi Oscar 1944
  - Miglior sceneggiatura originale